# Fântâna Mare (okręg Suczawa)
Fântâna Mare – wieś w Rumunii, w okręgu Suczawa, w gminie Fântâna Mare. W 2011 roku liczyła 882 mieszkańców.